# ORS

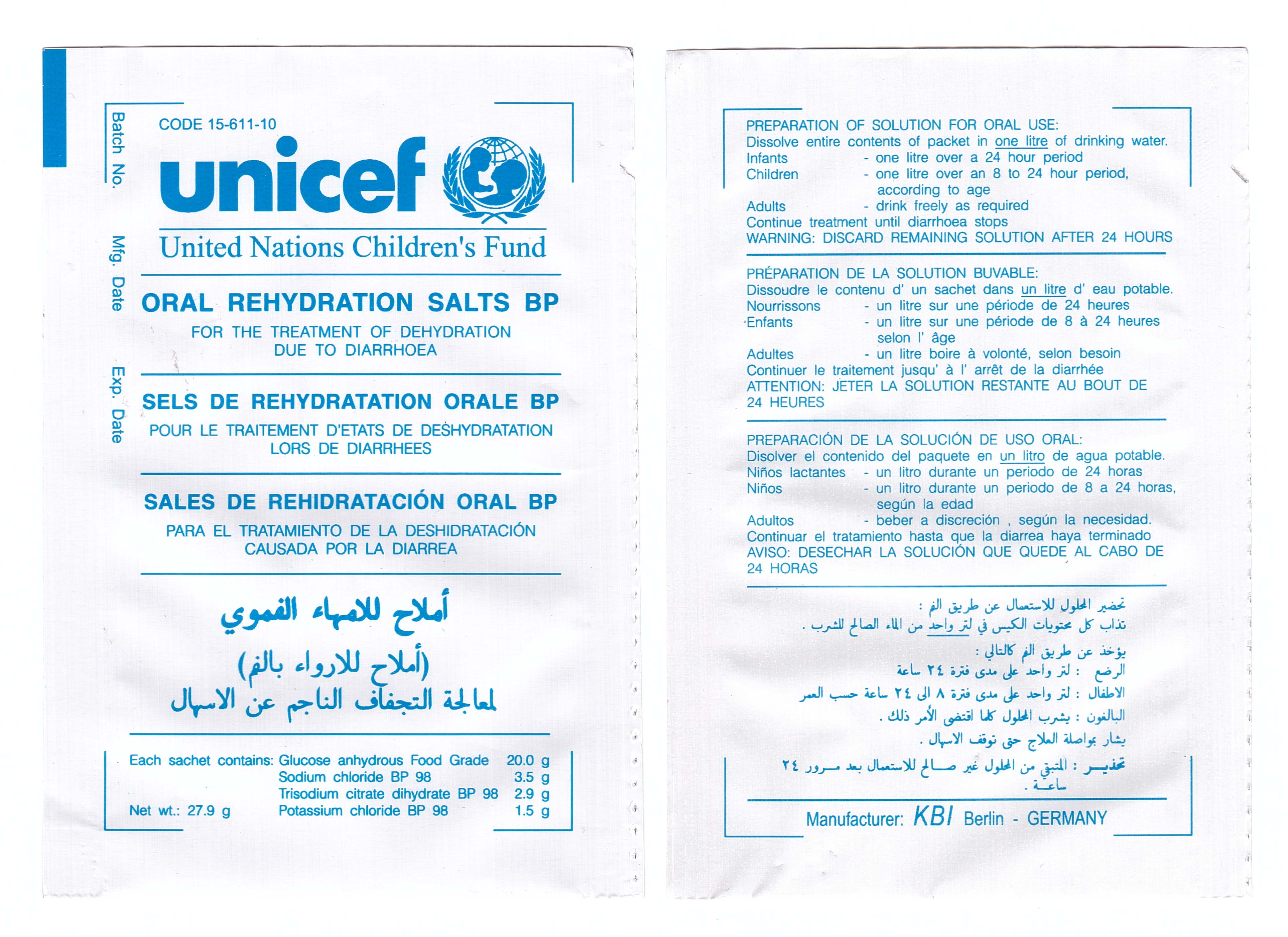
Oral Rehydration Salts BP-UNICEF

ORS, Oral Rehydration Salts BP, är en av WHO/Unicef rekommenderad vätskeersättning att användas både för att förebygga och behandla dehydrering särskilt hos barn. 
Huvudindikationen är akut gastroenterit (magsjuka) med syftet att återställa vätske- och saltbalansen hos framför allt barn men det är även användbart till vuxna. Vätskan skall blandas enligt påsens anvisningar och drickas i små portioner men ofta, eventuellt skedvis vid kräkningar. ORS-behandling är förstahandsbehandlingen vid akut magsjuka, särskilt vid massinsjuknanden och vid katastrofsituationer.

## Innehåll (WHO/Unicef-färdigpåse)
| Druvsocker (glukos), vattenfritt | 13,5 g | förbättrar absorptionen av natrium och på så sätt också vatten i tunntarmen |
| Koksalt (natriumklorid)          | 2,6 g  | ersätter kroppens förluster vid diarré och kräkningar                       |
| Trinatriumcitrat (C6H5Na3O72H2O) | 2,9 g  | korrigerar acidosen som uppstår vid diarré och kräkningar                   |
| Kaliumklorid                     | 1,5 g  | ersätter kroppens förluster vid diarré och kräkningar                       |

Innehållet i en påse skall blandas ut i 1 liter dricksvatten och kan förvaras kylskåpskallt i upp till ett dygn.

## Historik
En stor del av Bangladesh ligger i Brahmaputra- och Gangesflodernas gemensamma delta där bland annat kolera är endemisk, ofta med svår magsjuka och åtföljande dehydrering som följd. Man hade av erfarenhet lärt sig att dricksvatten, en nypa salt och lite sockerrörssaft minskade både magsjukan och den åtföljande dehydreringen så att patienten snabbt förbättrades och dödligheten minskade drastiskt.
År 1969 började Unicef och WHO rekommendera och distribuera förpackningar med en socker-saltlösning, "ORS", som modifierades något 1984 genom att bikarbonat ersattes med citrat då det senare är mer lagringsbeständigt i tropiskt klimat.  År 2001 gjordes den senaste förändringen då man minskade på socker och salthalterna för att reducera osmolaliteten. Hög osmolalitet kan i sig orsaka diarré, särskilt hos små barn. Undersökningar därefter talar för att sockret helt kan ersättas med enkla stärkelsederivat och kan ge ytterligare fördelar, men fortsatt forskning krävs innan det är säkerställt liksom hänsynstagande till smakförändringar.